# Сфольятелла
Сфольятелла (італ. sfogliatella; неап. sfugliatella) — наповнена італійська випічка у формі мушлі родом з Кампанії. Сфольятелла означає «маленький, тонкий лист/шар», оскільки текстура випічки нагадує складене листя.

## Походження
Сфольятелла була створена в монастирі Санта-Роза в Конка-дей-Марині в провінції Салерно, Італія, у XVII столітті, і перший її різновид отримав назву Санта-Роза. Паскуале Пінтауро, кондитер з Неаполя, придбав оригінальний рецепт і почав продавати випічку у своєму магазині в 1818 році.

## Виробництво
Тісто розтягують на великому столі, або розправляють макаронницею, потім змащують жиром (масло, сало, інший тваринний жир, маргарин або їх суміш), а потім згортають у рулет (дуже схожий на швейцарський рулет, але з набагато більшою кількістю шарів). Диски вирізаються з торця, формуються для утворення кишень і наповнюються. Тісто випікається, поки шари не відокремляться, утворюючи характерні хребти сфольятелли.
Рецепти тіста та начинки різні. Наповнювачі включають рикоту з додаванням апельсину, мигдаль, збиті вершки, чи зацукровані шкірки цитрусових.

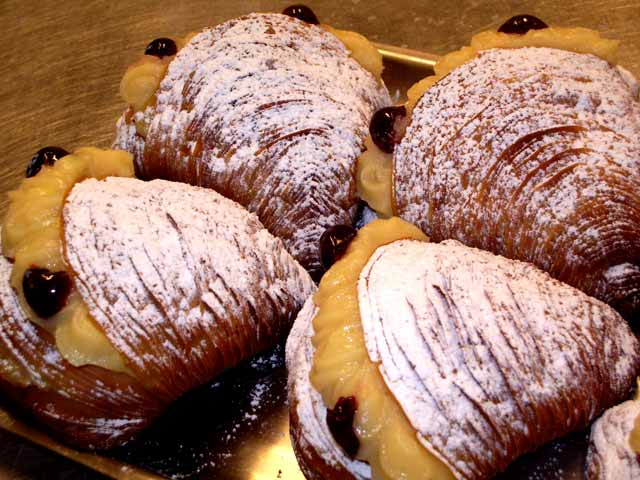
Sfogliatelle Santa Rosa

В неаполітанській кухні є два види тістечка: sfogliatella riccia ("кучеряве"), звичайний варіант, і sfogliatella frolla, менш трудомістке тісто, що використовує пісочне тісто і не утворює характерні шари сфольятелли.
Існує також варіація під назвою coda d'aragosta – кода д'араґоста, (в США "lobster tail", українською "хвіст омара"),з тією самою скоринкою, але солодшою начинкою – французьким кремом, схожим на збиті вершки.